# Passiflora cyanea
Passiflora cyanea är en passionsblomsväxtart som beskrevs av Maxwell Tylden Masters. Passiflora cyanea ingår i släktet passionsblommor, och familjen passionsblomsväxter. Inga underarter finns listade i Catalogue of Life.